# Avanti Jeeves!
Avanti Jeeves! (Carry on... Jeeves!) è una raccolta di racconti in lingua inglese di P. G. Wodehouse, pubblicata per la prima volta in volume nel 1925. 
Avanti Jeeves! è la prima opera di Wodehouse pubblicata in volume in Italia.

## Storia editoriale
La gran parte dei racconti era stata pubblicata precedentemente nella rivista bimensile statunitense The Saturday Evening Post (SEP), due racconti erano apparsi nel mensile britannico The Strand Magazine (SM). Cinque racconti erano rielaborazioni di quelli apparsi nella raccolta My man Jeeves del 1919. 
Quattro storie avevano per protagonista Reggie Pepper, un primo prototipo di Bertie Wooster. Tutti i racconti, dei quali è protagonista il valletto Jeeves, sono narrati in prima persona dal padrone Bertie Wooster, tranne quello intitolato "Bertie Changes His Mind" (nell'edizione italiana "Parla Jeeves"), narrato in prima persona dallo stesso Jeeves. I racconti che avevano per protagonista Reggie Pepper sono stati riscritti e adattati a racconti della serie di Bertie/Jeeves ambientati in Inghilterra. La raccolta, che nelle edizioni in lingua italiana viene definita talora "romanzo", ha avuto tre traduzioni in lingua italiana nell'arco di 81 anni, a partire dal 1928. 

## Racconti
| Titolo in italiano             | Titolo originale               | Prima pubblicazione (anno, numero, sigla rivista) |
| ------------------------------ | ------------------------------ | ------------------------------------------------- |
| Jeeves prende servizio         | Jeeves Takes Charge            | 1916, 18 novembre, SEP                            |
| La carriera artistica di Corky | The Artistic Career of Corky   | 1916, 5 febbraio, SEP                             |
| Jeeves e l'ospite non invitato | Jeeves and the Unbidden Guest  | 1916, 9 dicembre, SEP                             |
| Jeeves e l'uovo sodo           | Jeeves and the Hard-boiled Egg | 1917, 3 marzo, SEP                                |
| La zia e il poltrone           | The Aunt and the Sluggard      | 1916, 22 aprile, SEP                              |
| La faccenda del buon Biffy     | The Rummy Affair of Old Biffy  | 1924, 27 settembre, SEP                           |
| La sostituzione                | Without the Option             | 1925, 27 giugno, SEP                              |
| La riconciliazione             | Fixing It for Freddie          | 1911, settembre, SM                               |
| Intorno ad Anatolio            | Clustering Round Young Bingo   | 1925, 21 febbraio, SEP                            |
| Parla Jeeves                   | Bertie Changes His Mind        | 1922, agosto, SM                                  |

## Edizioni

### In lingua inglese
- (EN) Carry On, Jeeves, London, Herbert Jenkins, 1925.
- (EN) Carry on, Jeeves, Leipzig, B. Tauchnitz, 1925.
- (EN) Carry On, Jeeves, New York, George H. Doran, 1927.

### Traduzioni in italiano
- Avanti, Jeeves!: romanzo umoristico inglese, traduzione di Silvio Spaventa Filippi, Milano, Monanni, 1928.
- Avanti, Jeeves!: romanzo umoristico inglese, traduzione di Silvio Spaventa Filippi, Milano, Bietti, 1933.
- Avanti, Jeeves, traduzione di Franco Salvatorelli, Milano, Mursia, 1991, ISBN 88-425-2680-0.
- Avanti, Jeeves!, traduzione di Silvio Spaventa Filippi; revisione di Claudio Redi, Milano, Bietti, 1973.
- Avanti, Jeeves, traduzione di Tracy Lord, Milano, Polillo, 2011, ISBN 978-88-8154-293-2.